# ミハイル・フリノフスキー

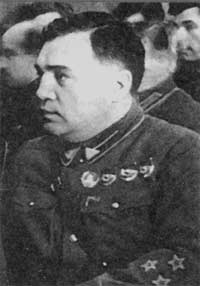
ミハイル・フリノフスキー

ミハイル・ペトロヴィチ・フリノフスキー（ロシア語: Михаи́л Петро́вич Фрино́вский、英語: Mikhail Petrovich Frinovsky、1898年1月 - 1940年2月4日）は、ソビエト連邦のNKVD(内務人民委員部。諸外国の内務省に相当)の副長官。一等軍司令官。スターリンやエジョフとともに大粛清で責任を負う立場になったが、後にエジョフともども処刑された。

## 経歴
ペンザ県ナロフチャトで教師の家庭に生まれた。第一次世界大戦前に教会付属の学校で学んだ後、1916年1月、志願兵として戦争に参加したが、同年8月、脱走した。その後、アナーキストと関係し、M.ベーム少将の暗殺に参加した。1917年3月から簿記として働く。同年9月、モスクワ、ハモヴニキの赤衛隊に入隊し、10月-11月、赤衛隊を指揮してクレムリンを襲撃し、重傷を負った。1918年3月-7月、ホドィン病院の看守補。
1918年7月、ロシア共産党（ボリシェヴィキ）に入党し赤軍に志願した。1919年にチェーカーに移った。同年8月-11月、モスクワ・チェーカー特別課アクティブ班班長補佐となり、アナーキストとウクライナの反乱軍の撃滅に参加した。1919年2月-1920年4月、南部戦線特別課で勤務。1920年、南西戦線特別課アクティブ班長、第1騎兵軍特別課副課長。1921年-1922年、ウクライナ・チェーカー特別課副課長、作戦支隊副支隊長。1922年-1923年、ゲーペーウー（GPU）キエフ課総合行政班長兼書記。1923年6月から南東OGPU全権代表。同年11月、北カフカーズに移り、北カフカーズ軍管区特別課長となる。1924年3月から北カフカーズOGPU第一副全権代表、1926年1月からGPU軍第一副全権代表。1927年7月、モスクワに移り、軍管区特別課課長補佐。1928年11月-1930年9月、ソ連OGPU参事会附属F.E.ジェルジンスキー名称特別任務師団長。
1930年にアゼルバイジャンの統合国家政治局（OGPU）の議長となった。1933年4月に国境警備隊を管轄するソ連OGPU国境警備総局長に就任。その後OGPUはNKVDの配下とされ、NKVD国境・国内警備総局長となる。1936年にニコライ・エジョフが内務人民委員となるとその副内務人民委員（1937年4月からは第一副内務人民委員）に抜擢された。1937年4月から1938年6月まで国家保安総局長、1938年3月からは国家保安局長を兼任し、スターリンとエジョフの赤色テロを補佐し、天文学的な数の人々の逮捕・投獄・殺害・追放に関与した。
しかし、ラヴレンチー・ベリヤが内務人民委員代理に就任した際、1938年9月にフリノフスキーもエジョフの側近として海軍人民委員に左遷され、翌年4月に「NKVDにおける陰謀」の嫌疑で逮捕された。エジョフと同年同日の1940年2月4日に銃殺された。
妻は1939年、息子は1940年に処刑された。二人は1956年に名誉回復されたが、大粛清の当事者であるフリノフスキー自身は名誉回復されていない。